# Prosenoides longilingua
Prosenoides longilingua är en tvåvingeart som först beskrevs av Villeneuve 1943.  Prosenoides longilingua ingår i släktet Prosenoides och familjen parasitflugor.
Artens utbredningsområde är Tanzania. Inga underarter finns listade i Catalogue of Life.